# Vampirisme clínic
El vampirisme clínic és una malaltia mental caracteritzada per l'excitació sexual associada amb una necessitat compulsiva de veure, sentir o ingerir la sang, existint o no l'auto-engany o creença de ser un vampir. És un tipus de parafília poc comuna. Alguns autors la consideren una variació de la necrofília.